# Plotosus limbatus
Plotosus limbatus és una espècie de peix de la família dels plotòsids i de l'ordre dels siluriformes que habita des de les costes de Madràs i Malabar (Índia) fins a l'Àfrica oriental, incloent-hi Sud-àfrica.
Els mascles poden assolir els 41 cm de llargària total.